# Європейські стандарти викиду вихлопних газів
Європейські стандарти викидів визначають допустимі межі для викидів вихлопних газів нових автомобілів, проданих в державах-членах ЄС. Норми викидів визначені в ряді директив Європейського союзу, що вказують на поступове введення жорсткіших стандартів.

### Викиди та їх обмеження

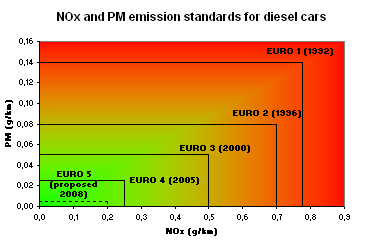
Спрощена діаграма, що показує прогресії європейських норм викидів для Дизель автомобілів.

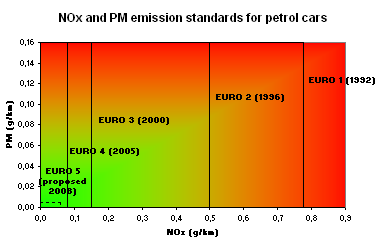
Спрощена діаграма, що показує прогресії європейських норм викидів для бензину автомобілі. Відзначимо, що до Євро-5, не було жодних обмежень PM.

Наразі викиди оксидів азоту (NO х ), Усіх вуглеводних (THC), не містять метан вуглеводнів (NMHC), окису вуглецю (СО) і тверді частинки (ТЧ) регулюються для більшості типів транспортних засобів , включаючи легкові автомобілі, вантажні автомобілі, поїзди, тракторів і аналогічних машин, барж , але за винятком морських суден і літаків. Для кожного типу транспортного засобу застосовуються різні стандарти . Дотримання визначається шляхом запуску двигуна при стандартизованому циклі випробувань . Невідповідні транспортні засоби, не можуть бути продані в ЄС, але нові стандарти не застосовуються до транспортних засобів, що вже існують на дорогах.  Нові моделі повинні відповідати  поточним чи запланованим стандартам.
На початку 2000-х, Австралія почала узгодження Австралійського конструкторського правила сертифікації нових автомобілів з викиди категоріями євро. Євро III був введений 1 січня 2006 року і поступово впроваджуються узгоджено з європейськими дати введення.

## CO2
- У рамках Європейського союзу , автомобільний транспорт є причиною приблизно 20% всіх CO2 викидів.
- Мета встановлена за Кіотським протоколом була 8% скорочення викидів у всіх секторах економіки в порівнянні з рівнем 1990 року на 2008-2012 роки.

Кількість CO2 викидів від транспорту різко зросли в останні роки, з 21% від загального обсягу у 1990 році до 28% у 2004 році, але в наш час[коли?] ЄС немає стандартів для обмеження на CO2 викидів від транспортних засобів.
На транспорт ЄС, в даний час, припадає близько 3,5%  викидів CO2 від загального числа викидів у світі.

## Обов'язкові маркування
Мета Директиви 1999/94/EC Європейського Парламенту та Ради від 13 грудня 1999 року, що стосуються наявності інформації для споживачів на економію палива і СО2 викидів у відношенні реалізації нових легкових автомобілів полягає в забезпеченні інформації, що відноситься до економії палива і викидів СО2  нових легкових автомобілів пропонованих для продажу або оренди. 
У  United Kingdom, початковий підхід вважався неефективним. Шляхи надання інформація була занадто складними для споживачів, щоб зрозуміти усю різноманітність вибору. У результаті, виробники автомобілів у Великій Британії добровільно погодилися поставити  кольорові етикетки, що вказували  CO2 викиди,на всі нових автомобілі, починаючи з вересня 2005 року, з листом (<100 CO2 г/км) до F(186 + CO2 г/км). Мета нової "зеленої етикетки" - це дати споживачам чітку інформацію про екологічні результативності різних транспортних засобів. 
Інші країни-члени ЄС також знаходяться в процесі надання споживачам аналогічної інформації.

## Невизначеність обов'язковості обмежень на викиди транспортних засобів
Кількість CO2 викидів від транспортних засобів в наш час[коли?] регулюються на добровільних умовах з укладанням угод (у цьому відрізняються від обов'язкових обмежень у США CAFE законодавством) між ЄС і виробниками автомобілів и (див. ACEA угоду). Кінцева мета ЄС за допомогою добровільних угод з виробниками зменшити викиди CO2  до рівня 120 г / км для всіх нових легкових автомобілів до 2012 року. 
Однак, з часом стало зрозуміло, що добровільні угоди не стануть дієвими (було досягнуто рівня всього 160 г / км у 2005 році, порівняно 186 г / км у 1995). 
У кінці 2005 року, Європейський парламент прийняв резолюцію на підтримку обов'язковості відповідності нових автомобілів встановленим нормам викидів   CO2 
7 лютого 2007 Європейська комісія опублікувала свій ключовий проект пропозицій , що обмежував норму викидів  до рівня 120 г CO2 / км. Деякі люди розцінили це як тиск, тому що такі виробники як Fiat, Renault і Peugeot-Citroen вже були зовсім близько до нових норм , а інші виробники:BMW, Mercedes, Audi, Saab і Porsche були далекими від нових норм.
Екологічні групи стверджують, що рівень викидів  має постійно знижуватися і досягти рівня 80 г / км у 2020 році, інакше забрудненість буде невпинно зростати у геометричній прогресії

### ЗМІ
- 2007-07-02, Auto Industry: ACEA welcomes EU Environment Council’s recognition of need for integrated approach to CO2 reduction
- February 7, 2007, BBC: EU car CO2 fight only beginning [Архівовано 8 серпня 2009 у Wayback Machine.]
- February 7, 2007, European Commission: EU plans legislation to cut CO2 emissions from cars [Архівовано 6 лютого 2012 у Wayback Machine.]
- February 6, 2007, International Herald Tribune: EU to compromise on auto emissions
- January 31, 2007, Transport & Environment: Europe set to clean up fuels but stalls on cars [Архівовано 20 січня 2011 у Wayback Machine.]
- January 31, 2007, European Commission: EU proposes stricter fuel standards to cut CO2 emissions [Архівовано 6 лютого 2012 у Wayback Machine.]
- January 24, 2007, The Guardian: Grand plan for a low-carbon Europe goes up in smoke [Архівовано 27 січня 2007 у Wayback Machine.]
- October 19, 2004: European Environment Agency: Poor European test standards understate air pollution from cars [Архівовано 16 липня 2011 у Wayback Machine.]